# Metompkin (Virginia)
Metompkin es un lugar designado por el censo del condado de Accomack, Virginia, Estados Unidos. Según el censo de 2020, tiene una población de 490 habitantes.
En los Estados Unidos, un lugar designado por el censo (traducción literal de la frase en inglés census-designated place, CDP) es una concentración de población identificada por la Oficina del Censo exclusivamente para fines estadísticos.

## Demografía
Según el censo de 2020, en ese momento hay 490 personas residiendo en la zona. La densidad de población es de 163.33 hab./km².
| Raza                   | Núm. | Porc.   |
| ---------------------- | ---- | ------- |
| Afroamericanos         | 333  | 67.96%  |
| Blancos                | 51   | 10.41%  |
| Amerindios             | 7    | 1.43%   |
| Asiáticos              | 1    | 0.20%   |
| De otras razas         | 77   | 15.71%  |
| De una mezcla de razas | 21   | 4.29%   |
| Total                  | 490  | 100.00% |

Del total de la población, el 20.00% son hispanos o latinos de cualquier raza.